# ماآتس
ماآتس (به اسپانیایی: Mahates) یک سکونتگاه مسکونی در کلمبیا است که در بخش بولیوار، کلمبیا واقع شده‌است.